# Eleições gerais em Honduras em 2017
As eleições gerais em Honduras em 2017 foram realizadas em 26 de novembro de 2017. Os eleitores foram às urnas para eleger o presidente de Honduras para cumprir um mandato de quatro anos, bem como 128 membros do Congresso Nacional unicameral, 20 membros para o Parlamento Centro-Americano e prefeitos para os municípios hondurenhos.
A eleição foi a primeira depois que a constituição de Honduras foi alterada para permitir que um presidente busque a reeleição, um processo controverso, uma vez que a mera possibilidade de mudar a constituição para permitir a reeleição foi a principal justificativa para o golpe militar em Honduras em 2009. O presidente em exercício, Juan Orlando Hernández, tinha sido o favorito na eleição, porém os primeiros resultados mostraram uma vantagem significativa para seu principal adversário, Salvador Nasralla. À medida que o Tribunal Supremo Eleitoral (TSE) anunciava lentamente os totais de votos, Hernández venceu nas contagens de voto em meio a numerosas irregularidades, levando a clamores de fraude eleitoral e protestos em todo o país.  Os protestos aumentariam nos próximos dias, enquanto o país aguardava os resultados finais, e em 1 de dezembro, o governo de Juan Orlando Hernández emitiu um toque de recolher de dez dias para tentar controlar as manifestações. 
Após a eleição, ambos os candidatos reivindicaram a vitória.  Em 17 de dezembro, vinte e um dias após as eleições, Hernández foi declarado vencedor pelo TSE, que é dominado por partidários do presidente.  A Organização dos Estados Americanos (OEA), que realizou um monitoramento independente das eleições, encontrando irregularidades generalizadas na condução da votação e duvidou da validade dos resultados oficiais. A OEA pediu uma nova eleição. 